# 高槻市立清水小学校
高槻市立清水小学校（たかつきしりつ しみずしょうがっこう）は、大阪府高槻市宮之川原四丁目にある公立小学校。
1957年に制定された校歌は、劇作家・郷田悳が作詞を、作曲家・服部良一が作曲をそれぞれ手がけた。郷田が校区内に別荘を所持していた縁で、当時の学校関係者が郷田に作詞を依頼した。また郷田を通じて、郷田の知人であった服部に作曲を依頼した。服部も大阪出身という縁で依頼を快諾し、校歌が完成した。

## 沿革
- 1877年 - 島上郡第一区第九番小学校として創立。
- 1887年 - 神服尋常小学校に改称。
- 1908年 - 神服・千原・萩谷の3校を統合、清水尋常小学校を設置。原・萩谷の2分校を置く。
- 1931年 - 当時の清水村が合併で高槻町となったことに伴い、従来の校区の一部を芥川小学校校区に編入。
- 1941年 - 国民学校令により、三島郡清水国民学校に改称。
- 1943年 - 高槻市の市制施行により、高槻市清水国民学校となる。
- 1947年 - 学制改革により、高槻市立清水小学校に改称。
- 1957年 - 校歌制定（作詞・郷田悳、作曲・服部良一）。
- 1968年 - 校舎火災により焼失。
- 1972年 - 高槻市立北清水小学校を分離。原分校を北清水小学校に移管。また萩谷分校を高槻市立阿武野小学校分校として移管。
- 2003年 - 後期児童会のメイン活動として、児童の手により校門脇のケヤキのまわりに広場が完成する。

## 通学区域
- 高槻市 浦堂1-3丁目、宮之川原元町、宮之川原1-5丁目、西之川原1-2丁目、塚脇1-5丁目、黄金の里1丁目、東城山町、大蔵司2-3丁目の全域。
- 高槻市 浦堂本町、大字原のそれぞれ一部。

卒業生は基本的に高槻市立第九中学校に進学する。

## 出身者
- 田村亮（東京吉本興業所属）
- 村越周司（大阪吉本興業所属）
- 佐野優子（バレーボール全日本女子）
- 倉田秋 （サッカー選手）
- 守田英正  (サッカー選手)
- 中野信治（レーシングドライバー）
- 松井正平（大阪吉本興業所属）

## 交通
- 高槻市営バス 浦堂停留所下車すぐ。
- 東海道本線（JR京都線） 高槻駅 北へ約3km。